# REC 4: Апокалипса
REC 4: Апокалипса (или стилизовано [•REC]⁴; шп. REC 4: Apocalipsis) је шпански хорор филм из 2014. године, у режији Жаума Балагера, са Мануелом Веласко у главној улози. Представља последњи наставак у серијалу REC, а радња се надовезује директно на крај филма REC 2 из 2009. Након паузе у трећем делу, Веласко се вратила у улогу новинарке Анхеле Видал, једине преживеле из прва два филма. За разлику од прва два филма, која су у потпуности снимана техником пронађеног снимка, у четвртом делу је само почетак снимљен овом, а остатак уобичајеном техником снимања.
Премијера филма била је 9. септембра 2014, на 39. Филмском фестивалу у Торонту, а након тога је почео са приказивањем у шпанским биоскопима на Ноћ вештица, 31. октобра 2014. У америчким биоскопима приказивање је почело нешто касније, 2. јануара 2015. Филм је добио боље критике од трећег, али слабије од прва два дела. Номинован је за девет награда Антони Гауди, од чега је добио две.

## Радња
Након што је на крају другог дела откривено да је Тристана Медеирос пребацила извор вируса у новинарку Анхелу Видал, она је извучена из зграде у карантину и смештена у нов карантин, на броду. Поред ње, на истом броду је смештена и једна старија жена по имену Ансијана, која је сплетом околности преживела почетак ширења заразе на венчању из трећег дела.
Испоставља се да је извор заразе, тражећи јачег носиоца, прешао из Анхеле у једног од стражара на броду. Зараза почиње поново да се шири, а целокупна посада се претвара у поседнуте зомбије. Анхела на крају ипак успева да побегне и стигне до копна у чамцу за спасавање, а на брод са зомбијима поставља експлозив.

## Улоге
| Глумац              | Улога          |
| ------------------- | -------------- |
| Мануела Веласко     | Анхела Видал   |
| Поко Масанедо       | Гузман         |
| Ектор Коломе        | др Рикарте     |
| Исмаел Фричи        | Ник            |
| Криспуло Кабесас    | Лукас          |
| Пако Обрегон        | др Гинард      |
| Марија Алфонса Росо | Ансијана       |
| Маријано Венансино  | капетан Ортега |
| Кристијан Акино     | кувар Едвин    |
| Карлос Забала       | Горо           |
| Емилио Буале        | Хесу           |
| Хавиер Лаорден      | Ауксилијар     |